# The Rascals (groupe anglais)
Cet article concerne le groupe de rock anglais. Pour le groupe de soul américain, voir The Rascals.
The Rascals est un groupe de rock indépendant britannique, originaire de Hoylake, en Angleterre. Pendant son existence, il est composé de Miles Kane (chant, guitare), Joe Edwards (guitare basse) et Greg Mighall (batterie). Le 25 août 2009, le leader du groupe, Miles Kane, annonce la séparation du groupe pour entamer une carrière solo.

## Biographie
Originaire de Hoylake (The Wirral, à Merseyside) en Angleterre, le groupe commence à jammer et écrire ses morceaux en septembre 2007.
The Rascals signe ensuite avec le label Deltasonic Records et joue quelque concerts en soutien aux Arctic Monkeys.
Ils publient leur premier EP, Out of Dreams, le 9 décembre 2007, qui comprend le single Out of Dreams. Puis sortent, le 18 février 2008, le single Suspicious Wit. Leur premier album, Rascalize, est publié le 23 juin 2008 (d'abord sorti sur iTunes le 15 juin 2008). Il est mal accueilli par l'ensemble de la presse spécialisée. The Rascals joueront une reprise de All that Jazz d'Echo and the Bunnymen dans le film Awaydays.
Le 24 août 2009, le chanteur Miles Kane confirme son départ des Rascals. Kane annonce avoir écrit de nouveaux morceaux en studio. Greg Mighall et Joe Edwards annoncent travailler sur le projet d'un film avec la star d'Awaydays, Liam Boyle. Cette même année, le groupe annonce sa séparation.

## Discographie

### Album studio
- 2008 : Rascalize

### EP
- 2007 : Out of Dreams

### Singles
- 2008 : Suspicious Wit
- 2008 : Freakbeat Phantom
- 2008 : I'll Give You Sympathy